# Carpodacus puniceus
Il carpodaco pettorosso (Carpodacus puniceus (Blyth, 1845)) è un uccello passeriforme della famiglia dei Fringillidi.

## Etimologia
Il nome scientifico della specie, puniceus, deriva dal latino attraverso il greco φοῖνιξ (phoine, "rosso porpora") e il derivato poeniceus indicante i Fenici, in relazione al piumaggio rosso dei maschi.

## Descrizione

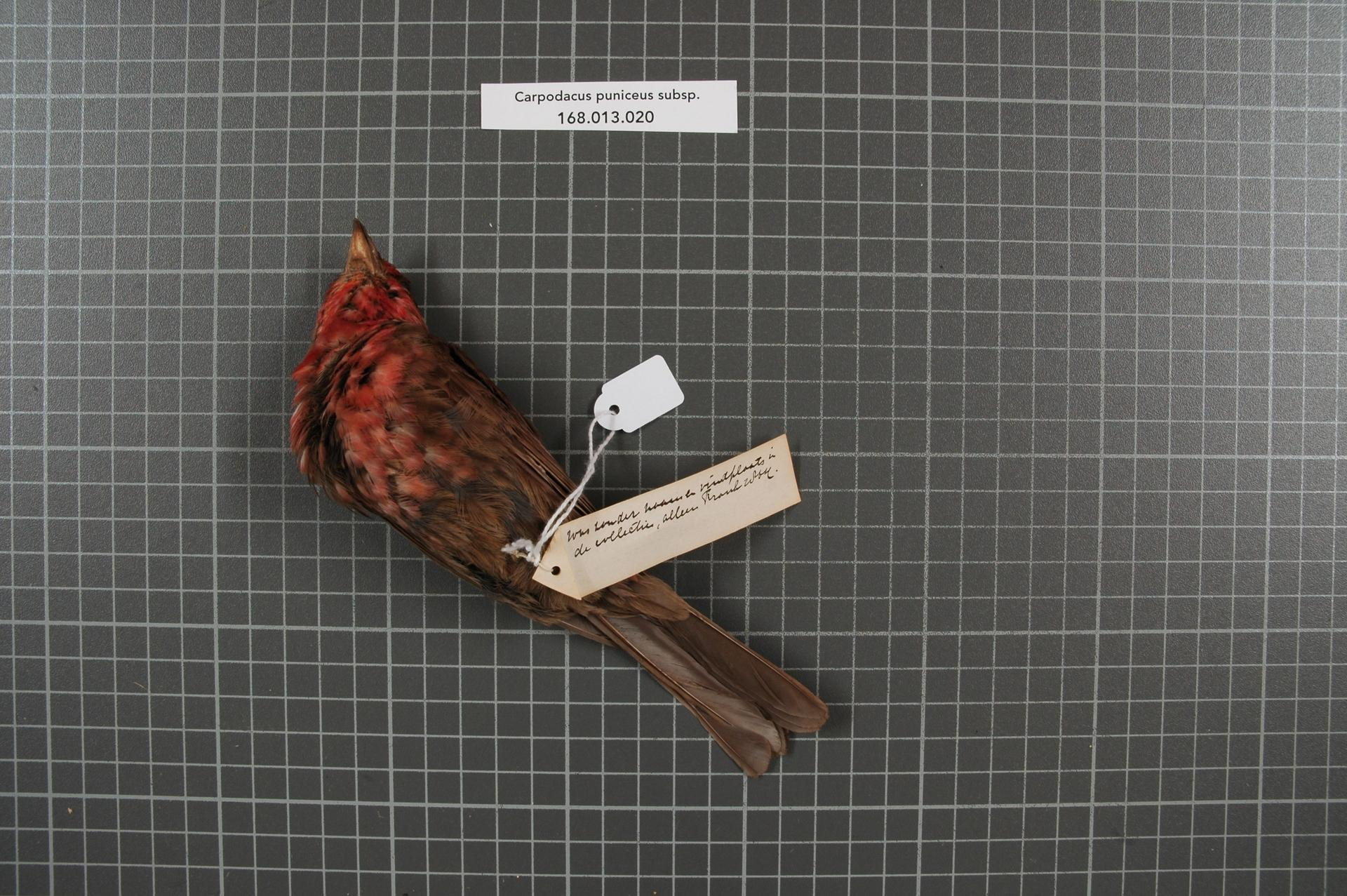
Maschio impagliato.

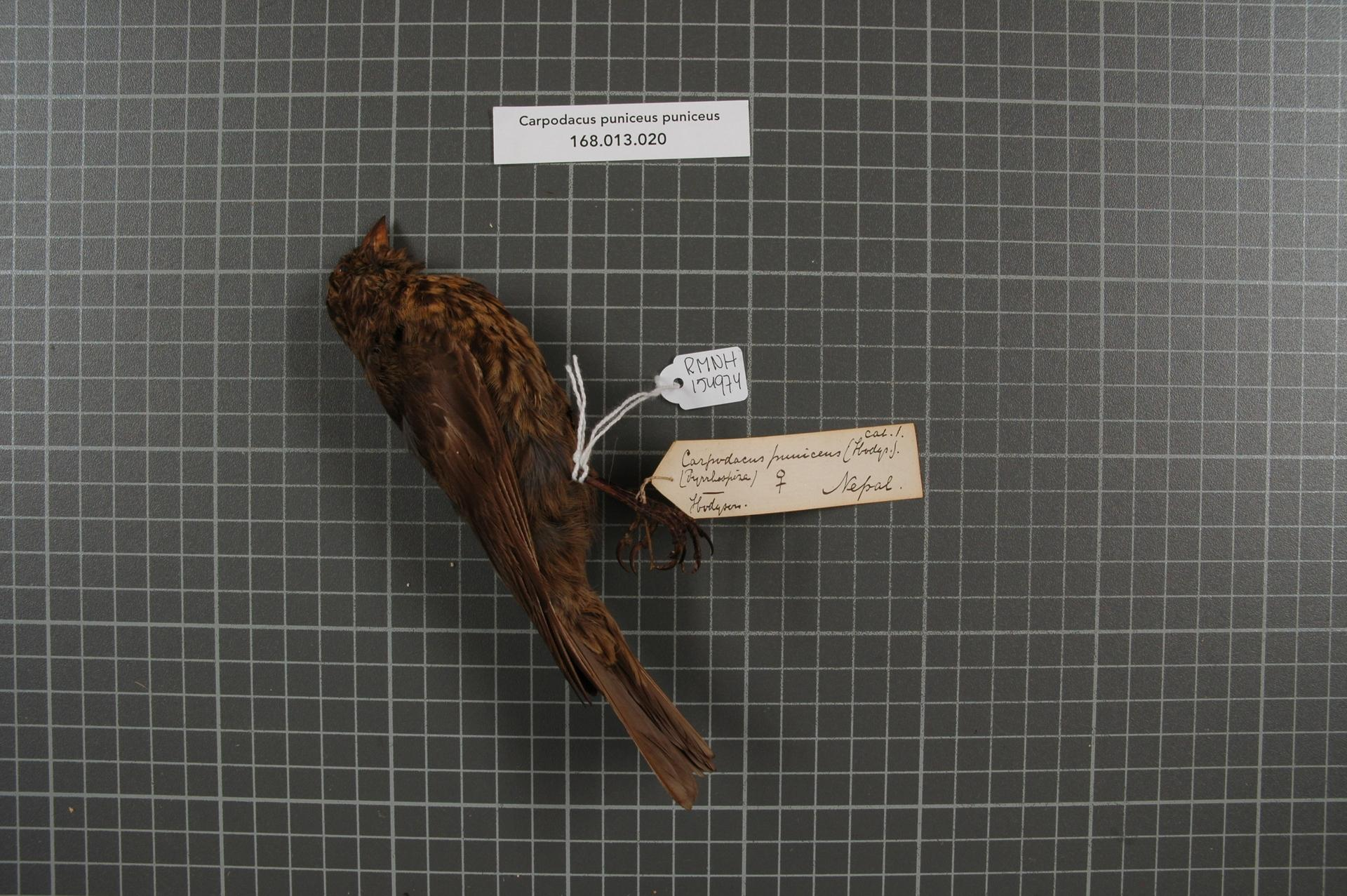
Femmina impagliata.

### Dimensioni
Misura 20 cm di lunghezza, per 42-51 g di peso.

### Aspetto
Si tratta di uccelli dall'aspetto robusto, muniti di testa tondeggiante con grandi occhi e becco conico lievemente incurvato verso il basso, ali allungate e coda dalla punta lievemente forcuta: nel complesso, questi uccelli possono ricordare vagamente un fringuello.
Il piumaggio presenta evidente dimorfismo sessuale: nei maschi, esso è bruno-grigiastro su tutto il corpo, con tendenza a scurirsi fino a diventare nerastro su ali e coda ed a schiarirsi lievemente sul ventre, mentre faccia (tranne l'area attorno agli occhi e alla base del becco, che è di color bruno scuro), gola, petto e codione sono di color rosso ciliegia (da cui il nome comune della specie). Le femmine, invece, mancano del rosso e presentano livrea più sobria e mimetica, tendente al bruno-grigiastro dorsalmente e al grigio-giallastro con sfumature color nocciola ventralmente. In ambedue i sessi, il becco e le zampe sono di colore nerastro (il primo con tendenza a schiarirsi e ad ottenere sfumature brunastre alla base), mentre gli occhi sono di colore bruno-rossiccio.

## Biologia
Si tratta di uccelli dalle abitudini essenzialmente diurne, che si muovono perlopiù in coppie e passano la maggior parte della giornata alla ricerca di cibo, stazionando perlopiù al suolo.

### Alimentazione
La dieta del carpodaco pettorosso è in massima parte granivora, basandosi su una varietà di semi e granaglie: essa comprende però anche altri alimenti di origine vegetale, come foglioline, germogli, boccioli, fiori e bacche di piante erbacee, rose e caragana.

### Riproduzione
La stagione riproduttiva va dalla fine di maggio ad agosto: durante questo periodo, questi uccelli monogami divengono territoriali e scacciano energicamente eventuali intrusi che si trovassero a passare nel sito di nidicazione.
Il nido, massiccio e a forma di coppa, viene costruito dalla sola femmina, col maschio che talvolta fornisce del materiale da costruzione, consistente in rametti, radichette e fili d'erba per la parte esterna e pelame e piumino per foderare l'interno. Il nido viene ubicato nelle spaccature della roccia su dirupi o in zone rocciose disagevoli da raggiungere: al suo interno, la femmina depone 3-5 uova di colore bianco con rade maculature brune concentrate sul polo ottuso, che provvede a covare da sola (col maschio che la imbecca e staziona di guardia nei pressi del nido) per circa due settimane. I nidiacei, ciechi ed implumi alla schiusa, vengono imbeccati da ambedue i genitori con semi ed insetti rigurgitati, e attorno alle tre settimane dalla schiusa sono pronti per involarsi.

## Distribuzione e habitat
Il carpodaco pettorosso occupa buona parte dell'Asia centrale attorno all'altopiano del Tibet (dove però non è diffuso), dal Turkestan centro-orientale alla Cina centrale attraverso le pendici meridionali della catena dell'Himalaya.
L'habitat di questi uccelli è rappresentato dagli altipiani rocciosi al di sopra della linea degli alberi, con presenza di pietraie e rada vegetazione erbacea o arbustiva.

## Sistematica

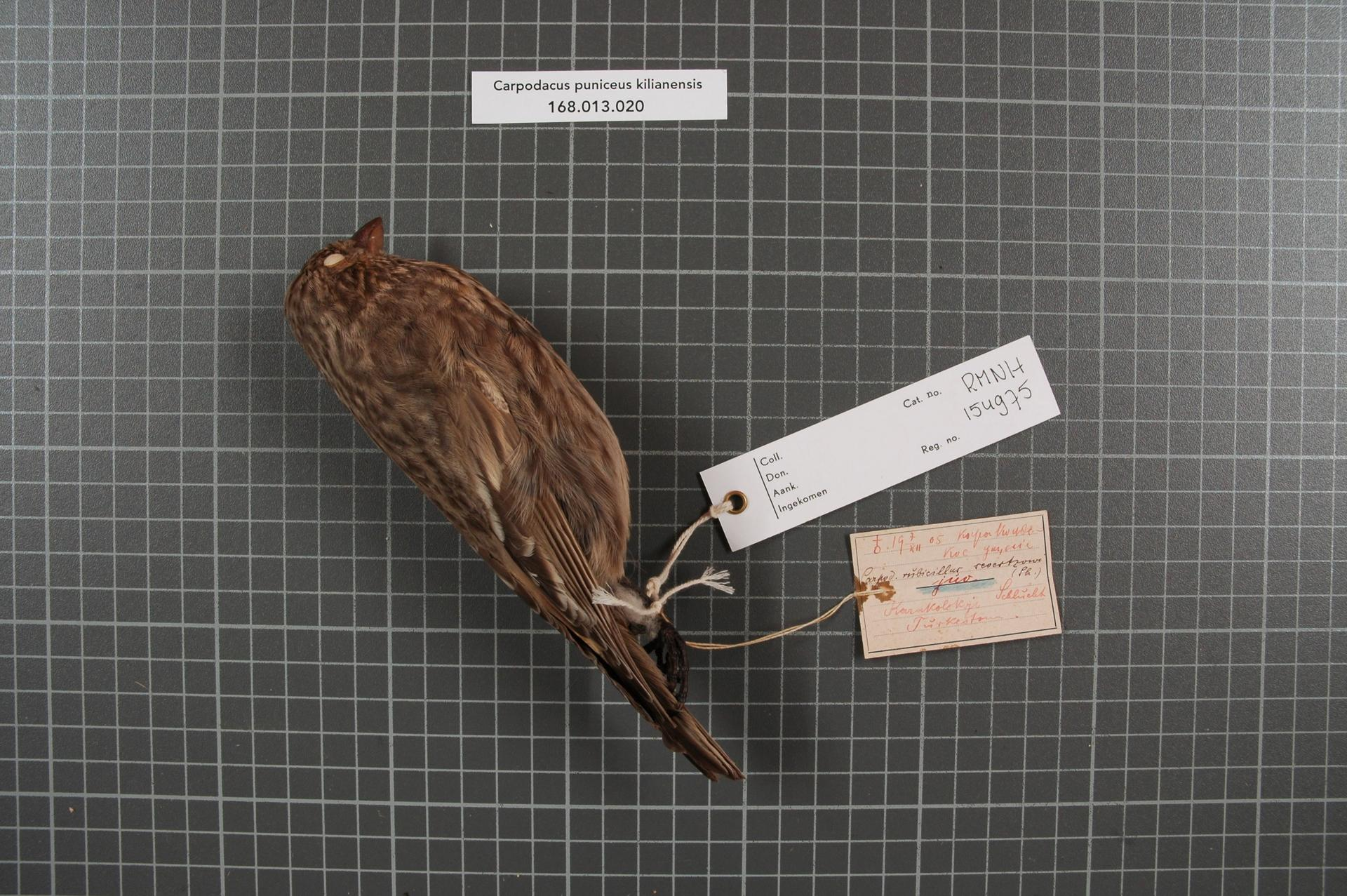
Giovane maschio impagliato della sottospecie kilianensis.

Se ne riconoscono cinque sottospecie:
- Carpodacus puniceus puniceus (Blyth, 1845) - la sottospecie nominale, diffusa fra il Nepal e l'area di confine fra Arunachal Pradesh e Tibet;
- Carpodacus puniceus kilianensis Vaurie, 1956 - diffusa lungo l'orlo montuoso occidentale del bacino del Tarim e a sud fino al Ladakh nord-orientale;
- Carpodacus puniceus humii (Sharpe, 1888) - diffusa nel Tien Shan e nel Pamir, a sud fino al Kashmir e all'Uttarakhand;
- Carpodacus puniceus sikangensis Vaurie, 1956 - diffusa nell'area di confine occidentale fra Sichuan e Yunnan;
- Carpodacus puniceus longirostris (Przewalski, 1876) - diffusa dal Quinghai orientale al Gansu meridionale e al Sichuan nord-occidentale;

Le popolazioni del nord del Sichuan, di colore più scuro rispetto a C. p. longirostris (alla quale appartengono), sono secondo alcuni studiosi da elevare al rango di sottospecie a sé stante col nome di C. p. szetchuanus.
In virtù delle numerose differenze morfologiche che lo separano dagli altri carpodacini (forma e struttura del becco, biometria di ali e coda rispetto al corpo, zampe più robuste e con unghie ben sviluppate, maturità sessuale raggiunta solo con l'apparizione della livrea adulta, differente colorazione delle uova),talvolta il carpodaco pettorosso viene ascritto a un proprio genere monotipico, Pyrrhospiza, col nome di P. punicea: tuttavia, attualmente la maggior parte degli autori considera corretta la sua ascrizione al genere Carpodacus.